# Arthur-Hoffmann-Straße
Die Arthur-Hoffmann-Straße ist eine Hauptverkehrsstraße in Leipzig. Sie ist benannt nach Arthur Hoffmann (1900–1945), einem Leipziger Widerstandskämpfer gegen den Nationalsozialismus, der im Haus Nr. 150 gewohnt hatte.

## Verlauf
Die Arthur-Hoffmann-Straße beginnt am Bayrischen Platz in südlicher Richtung. Nach sieben Querstraßen kreuzt sie die Kurt-Eisner-Straße und nach weiteren fünf die Richard-Lehmann-Straße. Sie endet nach 2,3 Kilometern an der Arno-Nitzsche-Straße an der östlichen Spitze des Wiedebachplatzes. Dabei durchquert sie die Ortsteile Zentrum-Süd, Südvorstadt und Connewitz. Zwischen der Schenkendorf- und der Richard-Lehmann-Straße führt sie ziemlich genau nach Süden, während sie an der Schenkendorfstraße um zwölf Grad und an der Richard-Lehmann-Straße um fünf Grad nach Osten abknickt. In ihrem Verlauf streift sie den Albrecht-Dürer-Platz und den Steinplatz.
Zwischen Bayrischem Platz und Richard-Lehmann-Straße verlaufen die Straßenbahnschienen der Linie 9, und zwischen Bayrischem Platz und Kurt-Eisner-Straße verkehrt die Buslinie 70.

## Geschichte
Das erste Teilstück der Straße von etwa 200 Meter Länge am 1842 eröffneten Bayrischen Bahnhof erhielt 1855 den Namen Bayrische Straße. Gemäß dem 1866 beschlossenen „Allgemeinen Bebauungsplan für die Südseite der Stadt“ wurde die Bayrische Straße bis zur Leipziger Flurgrenze an der Kaiserin-Augusta-Straße (seit 1945 Richard-Lehmann-Straße) verlängert und mit mehrstöckigen Mietshäusern bebaut. In den letzten Jahren des 19. Jahrhunderts wurde die Straße in die Gemarkung Connewitz verlängert, wo sie ab 1900 Äußere Bayrische Straße hieß. Am 1. August 1945 wurden die Bayrische Straße und die Äußere Bayrische Straße zusammen in Arthur-Hoffmann-Straße umbenannt.
Im Oktober 1889 wurde entlang der Bayrischen Straße und in die Kantstraße zum Schlachthof abbiegend eine Linie der Leipziger Pferdebahn in Betrieb genommen, deren Elektrifizierung 1897 erfolgte. 1931 reichte die Trasse bis zur Kaiserin-Augusta-Straße und dann weiter über die Zwickauer Straße nach Marienbrunn.
Beim Luftangriff vom 4. Dezember 1943 wurde die Bebauung der Bayrischen Straße stark zerstört, zwischen Kronprinz- und Kaiserin-Augusta-Straße fast vollständig. Der Straßenbahnbetrieb konnte erst im Mai 1944 wieder aufgenommen werden.
Ab Mitte der 1950er Jahre wurden zahlreiche der Baulücken durch Wohnblöcke anfangs in Ziegel- später in Betonfertigteilbauweise geschlossen, einige auch erst nach 1990.

## Bebauung
Zwischen Bayrischem Platz und Kurt-Eisner-Straße befinden sich 33 in der Zeit zwischen 1878 und 1910 errichtete, überwiegend sanierte und unter Denkmalschutz stehende Mietshäuser, zumeist im Stil des Historismus. Wohnblöcke aus der Zeit nach 1960 stehen sowohl parallel als auch mit dem Giebel zur Straße.
Südlich der Kurt-Eisner-Straße fällt zwischen Wohnblöcken das neungeschossige Wohnhaus von 1960 auf, mit Gaststätte im Erdgeschoss und Handelseinrichtung in der anschließenden Flachstrecke. Auf der Gegenseite der Straße steht als sanierter Plattenbau die ehemalige 3. Grundschule, seit 2023 Ida Blum Schule und nördlich davon der Neubau der Kurt-Masur-Schule, beide mit Eingängen nicht in der Arthur Hoffmann-Straße.
Die Wohnbauten südlich der Richard-Lehmann-Straße entstanden in den 1920er und 1930er Jahren zumeist im Stil des Art-déco und stehen unter Denkmalschutz. Bereits 1901/1902 waren am südlichen Ende der Straße vier Mietshäuser entstanden, denen 1938 ein Fabrikkomplex folgte, der zur DDR-Zeit dem VEB Fahrzeuggetriebewerke Joliot Curie als Betriebsgelände diente.

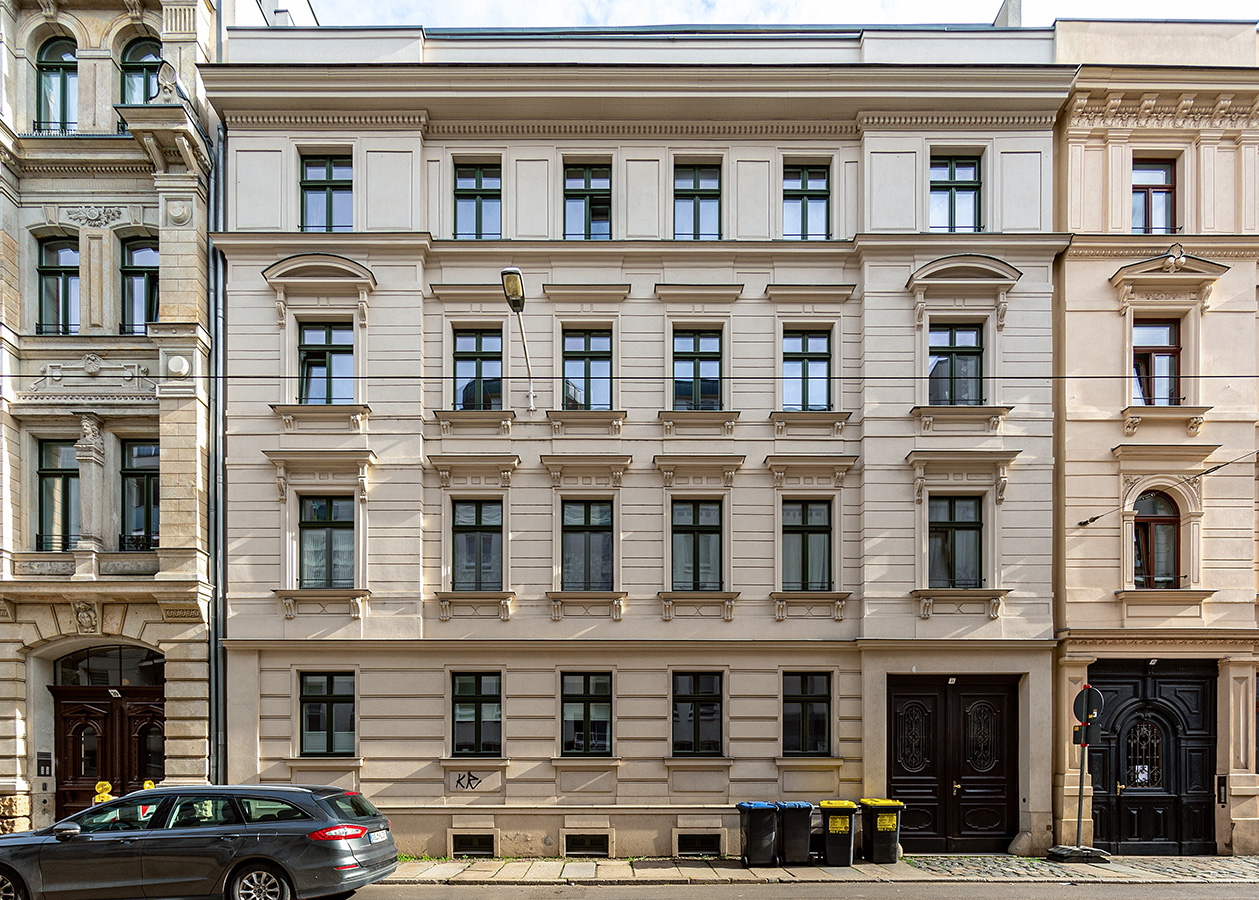
Nr. 41, ältestes Haus der Straße von 1876 (2021)
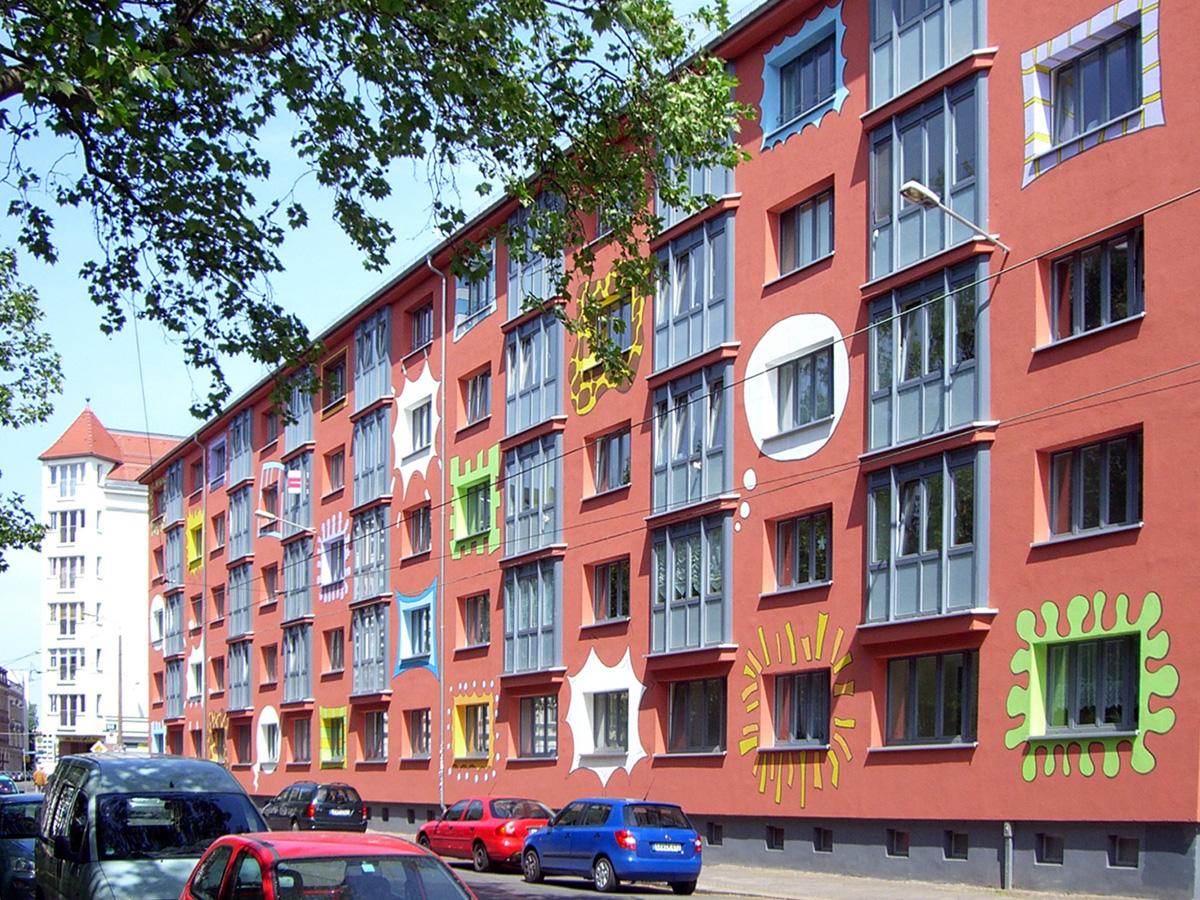
Nr. 59–67, sanierter DDR-Bau (2009)
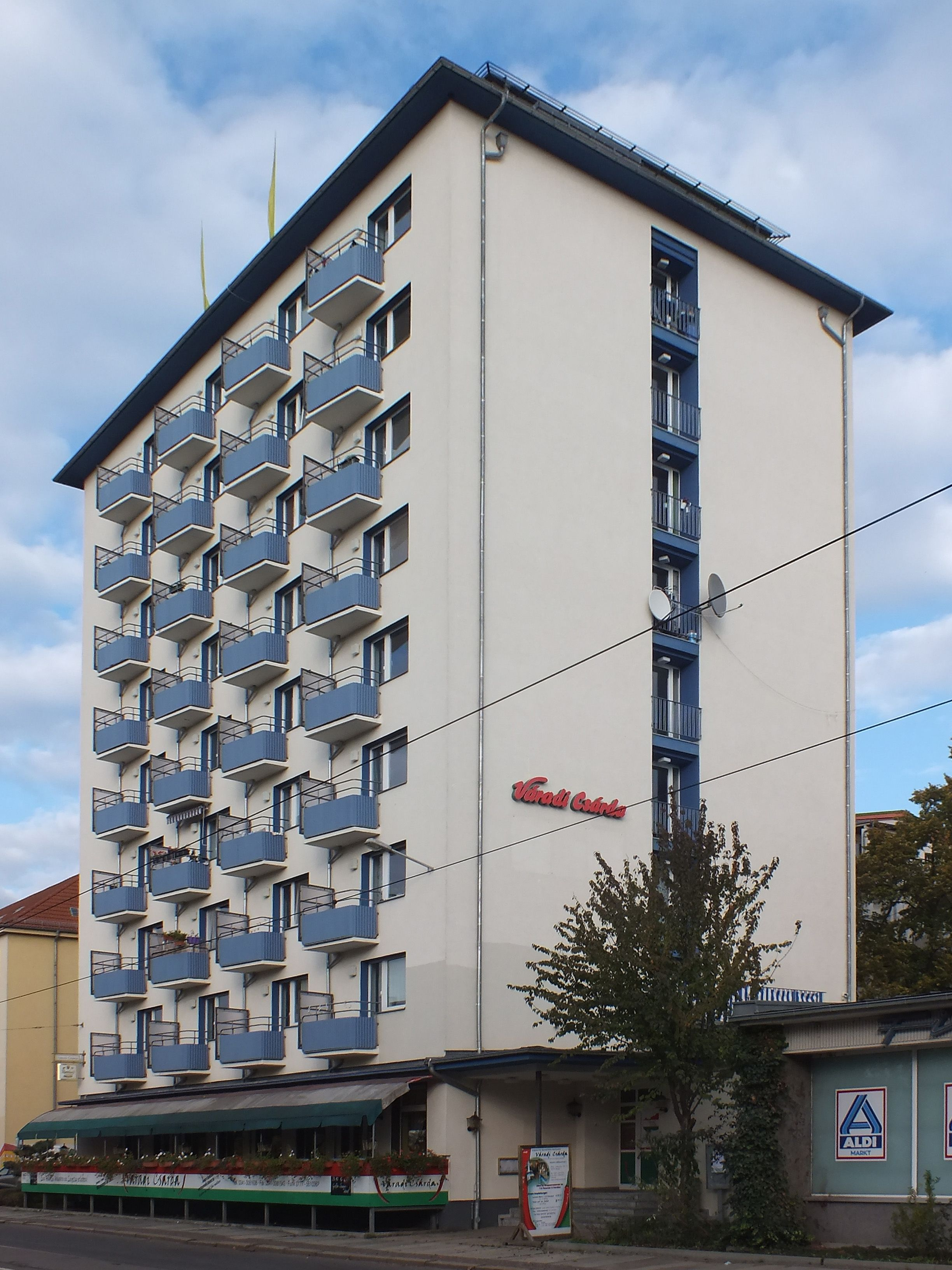
Nr. 111, Wohnhochhaus von 1960 (2012)
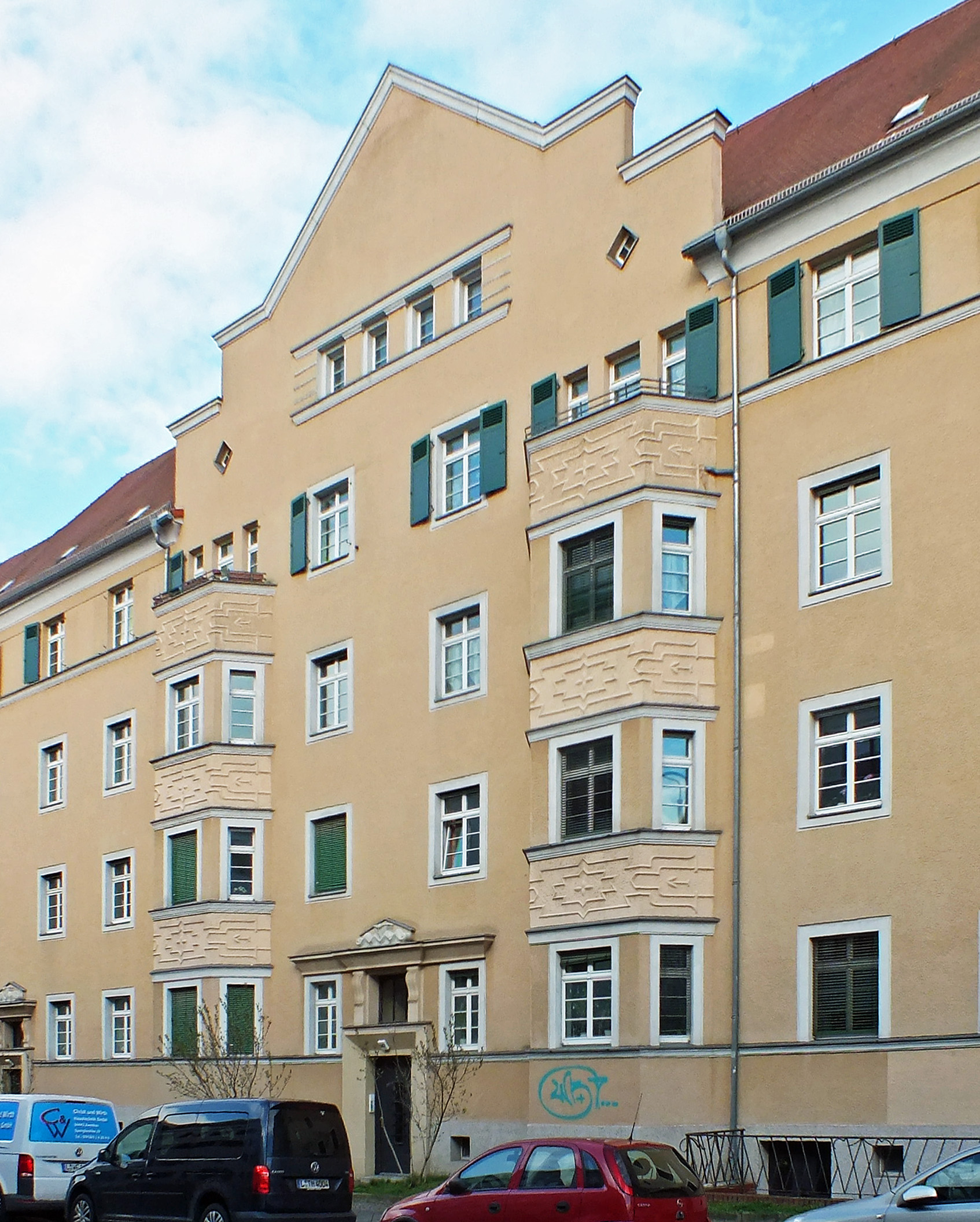
Nr. 147, von 1926 im Stil des Art déco (2024)
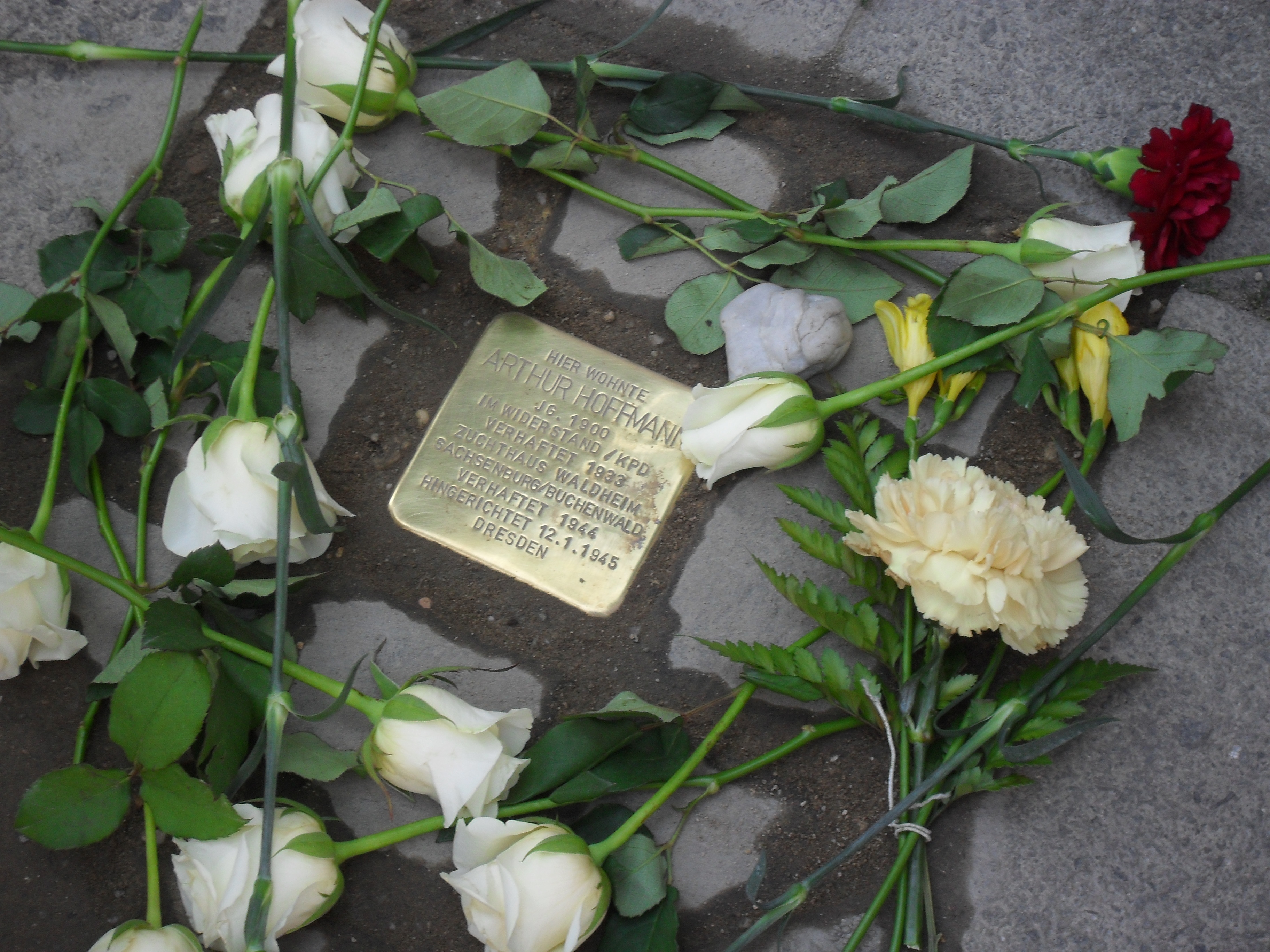
Stolperstein für Arthur Hoffmann vor Nr. 150 (2012)